# Hatteras
Hatteras – Pleme Algonquian Indijanaca sa Sand Banksa na otoku Hatteras, istočno od Pamlico Sounda u Sjevernoj Karolini. Hatterasi 1701. imaju svega jedno selo, Sand Banks na otoku Hatteras, i njihovi potomci su po svoj prilici današnji Croatan ili Lumbee Indijanci iz okruga Robeson u Sjevernoj Karolini, koji su imali veza s nestalom Raleighovim kolonistima. Oni će uskoro nestati kao samostalno pleme i pomiješati se s kontinentalnim Algonkinima. Godine 1761. velečasni Alexander Stewart pokrstio je 7 Indijanaca i djecu-mješance iz plemena Mattamuskeet, Hatteras i Roanoke, a dvije godine kasnije još 21 osobu. Sjeverna Karolina godine 1855. priznaje Croatan Indijance koji 1885. svoje ime mijenjaju u Lumbee.
Populacija Hatterasa nije poznata. Hatteras i Machapunga populacija procjenjena je na 1200 (1600.). Godine 1701. Hatterasa ima oko 80, od čega 16 ratnika. 
Jezik Hatterasa, smatra se bio je srodan s onima što su ga govorili Chowanoc, Machapunga, Moratok, Pamlico, Powhatan i Weapemeoc.
Prema Marilyn Berry Morrison koja vuče porijeklo od Hattearas Indijanaca s otoka Hatteras, u okrugu Dare i na Hatterasu još ima potomaka ovih Indijanaca, a to su obitelji Pugh, Berry, Collins, Scarborough, Wescott, Daniels i drugi. prema popisu iz 2000. 83 Indijanca živi u okrugu Dare, a porijeklom su od Croatan i Roanoke plemena, koji su se organizirali kao Algonquin Indians of North Carolina, Inc. sa središtem u gradiću Manteo. 
Plemena Hatteras i Roanoke bili su članovi konfederacije Secotan.

## Vanjske poveznice
- Native North Carolinians[neaktivna poveznica]